# Megu Uyama
Megu Uyama –en japonés, 宇山芽紅, Uyama Megu– (Kanazawa, 14 de enero de 1996) es una deportista japonesa que compite en gimnasia en la modalidad de trampolín.
Ganó cuatro medallas en el Campeonato Mundial de Gimnasia en Trampolín entre los años 2018 y 2022. Participó en los Juegos Olímpicos de Tokio 2020, ocupando el quinto lugar en la prueba individual.

## Palmarés internacional
| Campeonato Mundial | Campeonato Mundial      | Campeonato Mundial | Campeonato Mundial |
| Año                | Lugar                   | Medalla            | Prueba             |
| ------------------ | ----------------------- | ------------------ | ------------------ |
| 2018               | San Petersburgo (Rusia) | Medalla de oro     | Sincronizado       |
| 2019               | Tokio (Japón)           | Medalla de oro     | Equipo             |
| 2022               | Sofía (Bulgaria)        | Medalla de oro     | Sincronizado       |
| 2022               | Sofía (Bulgaria)        | Medalla de bronce  | Equipo             |